# آنا مالر
آنا مالر (انگلیسی: Anna Mahler; ۱۵ ژوئن ۱۹۰۴ – ۳ ژوئن ۱۹۸۸) مجسمه‌ساز، آهنگساز، هنرمند، و نقاش اهل اتریش بود.

## اوایل زندگی

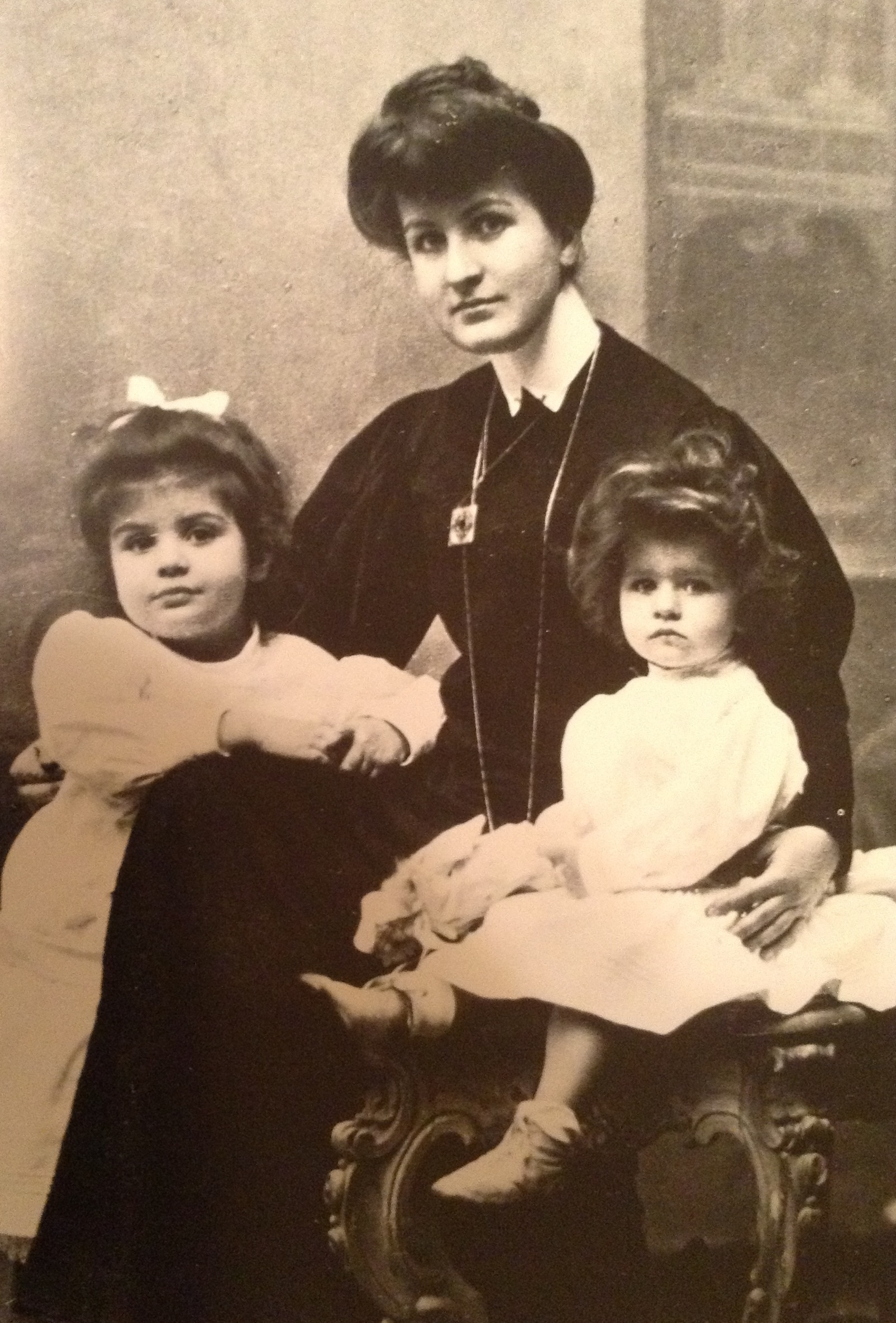
آنا مالر (سمت راست) همراه با خواهر بزرگترش ماریا و مادرش، عکس کارت ویزیت کابین حدود سال ۱۹۰۶

آنا مالر که در وین متولد شد، دومین فرزند آهنگساز مشهور گوستاو مالر و همسرش آلما مالر (آلما شیندلر) بود. او را به دلیل چشمان بزرگ و آبی‌اش با نام مستعار گوکی صدا می‌کردند (gucken به آلمانی به معنای «نگاه کردن» یا «دید زدن» است). کودکی آنا تحت تأثیر روابط عاشقانه مادرش و سالن معروف او سپری شد.
آنا همچنین در سه‌سالگی خواهر بزرگترش ماریا مالر (۱۹۰۲–۱۹۰۷) را بر اثر تب مخملک و در شش‌سالگی پدرش را از دست داد. پیامدهای این دو تراژدی با روابط عاشقانه مادرش با معمار آلمانی والتر گروپیوس و رابطه پرالتهاب او با نقاش اکسپرسیونیست اتریشی اسکار کوکوشکا هم‌زمان شد. با این حال، ازدواج دوم آلما مالر با گروپیوس تا حدودی در دوران نوجوانی آنا احساس یک زندگی خانوادگی را به او بخشید و نیز یک خواهر ناتنی به نام مانون گروپیوس (۱۹۱۶–۱۹۳۵) برای او به ارمغان آورد.
آنا مالر توسط معلمان خصوصی آموزش دید و از توجه دوستان مادرش که شامل بسیاری از شخصیت‌های برجسته هنری در زمینه موسیقی، هنرهای تجسمی و ادبیات بودند، بهره‌مند شد. به‌عنوان دختر آهنگساز اتریشی گوستاو مالر، انتظار می‌رفت که آنا حرفه‌ای موسیقایی را دنبال کند، اما این امر هرگز محقق نشد.

## حرفهٔ هنری

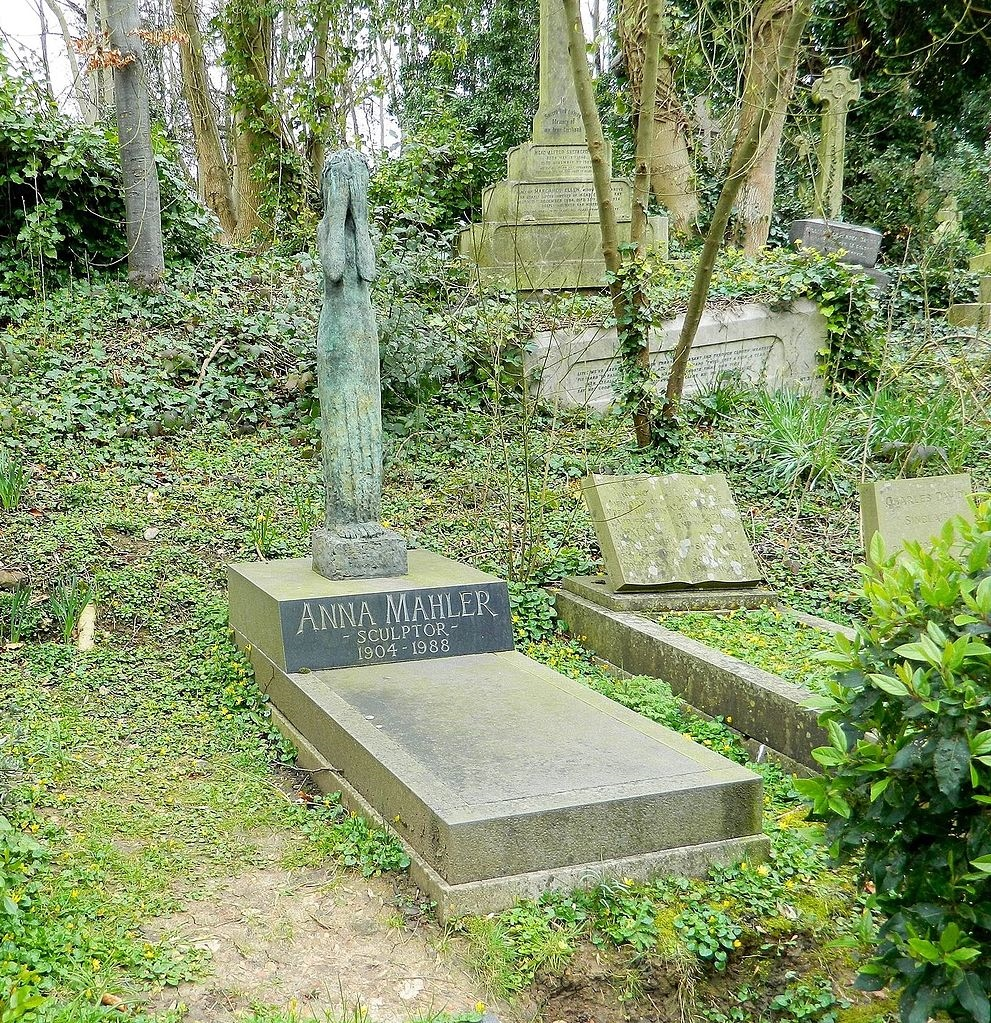
آرامگاه آنا مالر در گورستان هایگیت

آشنایی آنا مالر با هنرهای تجسمی از سنین پایین آغاز شد، زمانی که از استودیوی اسکار کوکوشکا بازدید می‌کرد. او همچنین مدل نقاشی مادر شوهرش، هنرمند برونتیا کولر-پینل بود. پس از طلاق، آنا در طول دهه ۱۹۲۰ به‌طور پراکنده در برلین، رم و پاریس هنر و نقاشی را آموخت.
در سن بیست و شش سالگی، آنا دریافت که مجسمه‌سازی بهترین وسیله برای بیان خلاقیتش است. او در سال ۱۹۳۰ در وین از فریتز وُترُبا درس مجسمه‌سازی گرفت و به یک مجسمه‌ساز شناخته‌شده در آنجا تبدیل شد. همچنین در سال ۱۹۳۷ جایزه بزرگ پاریس را دریافت کرد.
علاوه بر موفقیت در مجسمه‌سازی با سنگ، آنا مالر سرهای برنزی از بسیاری از بزرگان موسیقی قرن بیستم از جمله آرنولد شوئنبرگ، آلبان برگ، آرتور اشنابل، اتو کلیمپرر، برونو والتر، رودولف سرکین و ایلین جویس خلق کرد.

## زندگی شخصی
۱۶ سالگی، آنا عاشق یک رهبر ارکستر جوان و مشهور به نام روپرت کولر شد. آن‌ها در تاریخ ۲ نوامبر ۱۹۲۰ ازدواج کردند، اما ازدواجشان در عرض چند ماه به پایان رسید.
مدتی پس از آن، آنا به برلین نقل مکان کرد تا هنر بخواند. در برلین، او عاشق ارنست کرنک، آهنگساز، شد. کرنک بعدها توسط آلما درخواست شد تا دو حرکت از پیش‌نویس سمفونی ناتمام دهم مالر سمفونی شماره ۱۰ مالر را به‌صورت تمیز نسخه‌برداری کند. آنا در تاریخ ۱۵ ژانویه ۱۹۲۴، هنگامی که فقط ۱۹ سال داشت، با او ازدواج کرد. مانند ازدواج اولش، این ازدواج دوم نیز در عرض چند ماه شکست خورد. او در نوامبر ۱۹۲۴ کرنک را برای همیشه ترک کرد.
در طول این دوره، کرنک در حال تکمیل کنسرتو ویولن شماره ۱ اپوس ۲۹ خود بود. ویولنیست استرالیایی آلما مودی به کرنک کمک کرد تا از حامی مالی سوئیسی خود ورنر راینهارت کمک مالی دریافت کند. این کمک به کرنک و مالر اجازه داد تا در زوریخ زندگی کنند و به‌عنوان قدردانی، کرنک این کنسرتو را به مودی تقدیم کرد. مودی اولین اجرای این کنسرتو را در تاریخ ۵ ژانویه ۱۹۲۵، در دساو انجام داد. طلاق کرنک و آنا مالر چند روز پس از اولین اجرا نهایی شد، که کرنک در این اجرا شرکت نکرد.
سال داشت، با ناشری به نام پل تسولنای ازدواج کرد. آن‌ها صاحب دختری به نام آلما (۵ نوامبر ۱۹۳۰ – ۱۵ نوامبر ۲۰۱۰) شدند. این زوج پس از پنج سال در سال ۱۹۳۴ از یکدیگر جدا شدند.
آنا پس از اتحاد اتریش در مارس ۱۹۳۸، از اتریش نازی فرار کرد. تا آوریل ۱۹۳۹، او در همپستید لندن زندگی می‌کرد و در روزنامه برای یافتن شاگرد آگهی می‌داد.
در ۳ مارس ۱۹۴۳، آنا مالر با رهبر ارکستر آناتول فیستولاری ازدواج کرد و از این ازدواج دختری به نام مارینا (متولد ۱ اوت ۱۹۴۳) داشت. پس از جنگ، او به کالیفرنیا در ایالات متحده سفر کرد، بدون فیستولاری، که همچنان همسرش بود. آنا چندین سال در آنجا زندگی کرد.